# Blabomma
Genre
Synonymes
- Chorizommoides Chamberlin & Ivie, 1937
- Ameromma Kishida, 1955

Blabomma est un genre d'araignées aranéomorphes de la famille des Cybaeidae.

## Distribution
Les espèces de ce genre se rencontrent aux États-Unis, au Canada, au Mexique et en Corée du Sud.

## Liste des espèces
Selon World Spider Catalog (version 23.5, 02/12/2022) :
- Blabomma californicum (Simon, 1895)
- Blabomma flavipes Chamberlin & Ivie, 1937
- Blabomma foxi Chamberlin & Ivie, 1937
- Blabomma guttatum Chamberlin & Ivie, 1937
- Blabomma hexops Chamberlin & Ivie, 1937
- Blabomma lahondae (Chamberlin & Ivie, 1937)
- Blabomma oregonense Chamberlin & Ivie, 1937
- Blabomma sanctum Chamberlin & Ivie, 1937
- Blabomma sylvicola (Chamberlin & Ivie, 1937)
- Blabomma uenoi Paik & Yaginuma, 1969
- Blabomma yosemitense Chamberlin & Ivie, 1937

## Systématique et taxinomie
Ce genre a été décrit par Chamberlin et Ivie en 1937 dans les Agelenidae. Il est placé dans les Dictynidae par Lehtinen en 1967 puis dans les Cybaeidae par Wheeler et al. en 2017.
Chorizommoides a été placé en synonymie par Lehtinen en 1967.

## Publication originale
- Chamberlin & Ivie, 1937 : « New spiders of the family Agelenidae from western North America. » Annals of the Entomological Society of America, vol. 30, p. 211-230.